# Юба-Сіті (Каліфорнія)
Юба-Сіті (англ. Yuba City) — місто (англ. city) в США, в окрузі Саттер штату Каліфорнія. Населення — 70 117 осіб (2020).

## Географія
Юба-Сіті розташована за координатами 39°8′2″ пн. ш. 121°38′21″ зх. д. / 39.13389° пн. ш. 121.63917° зх. д. (39.133855, -121.639031).  За даними Бюро перепису населення США в 2010 році місто мало площу 37,96 км², з яких 37,76 км² — суходіл та 0,20 км² — водойми.

### Клімат
| Клімат : Юба-Сіті       | Клімат : Юба-Сіті | Клімат : Юба-Сіті | Клімат : Юба-Сіті | Клімат : Юба-Сіті | Клімат : Юба-Сіті | Клімат : Юба-Сіті | Клімат : Юба-Сіті | Клімат : Юба-Сіті | Клімат : Юба-Сіті | Клімат : Юба-Сіті | Клімат : Юба-Сіті | Клімат : Юба-Сіті | Клімат : Юба-Сіті |
| Показник                | Січ.              | Лют.              | Бер.              | Квіт.             | Трав.             | Черв.             | Лип.              | Серп.             | Вер.              | Жовт.             | Лист.             | Груд.             | Рік               |
| Абсолютний максимум, °C | 24                | 28                | 32                | 36                | 41                | 45                | 44                | 44                | 45                | 40                | 32                | 26                | 45                |
| Середній максимум, °C   | 13                | 16                | 17                | 21                | 28                | 33                | 35                | 34                | 31                | 24                | 16                | 12                | 23                |
| Середній мінімум, °C    | 3                 | 6                 | 7                 | 9                 | 12                | 15                | 16                | 15                | 13                | 9                 | 5                 | 3                 | 9                 |
| Абсолютний мінімум, °C  | −7                | −5                | −3                | 0                 | 3                 | 7                 | 7                 | 8                 | 6                 | 0                 | −3                | −8                | −8                |
| Норма опадів, мм        | 115.2             | 104.8             | 97.9              | 43.3              | 21.3              | 7.4               | 1.8               | 2.0               | 16.2              | 36.2              | 76.1              | 93.3              | 615.5             |
| ----------------------- | ----------------- | ----------------- | ----------------- | ----------------- | ----------------- | ----------------- | ----------------- | ----------------- | ----------------- | ----------------- | ----------------- | ----------------- | ----------------- |
| Джерело: weather.com    |                   |                   |                   |                   |                   |                   |                   |                   |                   |                   |                   |                   |                   |

## Демографія
Згідно з переписом 2010 року, у місті мешкало 64 925 осіб у 21 550 домогосподарствах у складі 15 658 родин. Густота населення становила 1710 осіб/км².  Було 23174 помешкання (611/км²).
Расовий склад населення:
| - 57,6 % — білих - 17,2 % — азіатів - 2,5 % — чорних або афроамериканців - 1,4 % — корінних американців - 0,4 % — вихідців з тихоокеанських островів - 15,1 % — осіб інших рас |

До двох чи більше рас належало 5,9 %. Частка іспаномовних становила 28,4 % від усіх жителів.
За віковим діапазоном населення розподілялося таким чином: 28,2 % — особи молодші 18 років, 60,1 % — особи у віці 18—64 років, 11,7 % — особи у віці 65 років та старші. Медіана віку мешканця становила 33,0 року. На 100 осіб жіночої статі у місті припадало 97,9 чоловіків;  на 100 жінок у віці від 18 років та старших — 95,3 чоловіків також старших 18 років.
Середній дохід на одне домашнє господарство  становив 66 964 долари США (медіана — 50 649), а середній дохід на одну сім'ю — 73 211 долар (медіана — 55 944). Медіана доходів становила 45 440 доларів для чоловіків та 35 962 долари для жінок. За межею бідності перебувало 18,5 % осіб, у тому числі 25,6 % дітей у віці до 18 років та 12,5 % осіб у віці 65 років та старших.
Цивільне працевлаштоване населення становило 25 995 осіб. Основні галузі зайнятості: освіта, охорона здоров'я та соціальна допомога — 22,5 %, роздрібна торгівля — 13,6 %, мистецтво, розваги та відпочинок — 10,3 %, будівництво — 8,0 %.